# توم دينتون
توم دينتون (بالإنجليزية: Tom Denton)‏ (24 يوليو 1989 في المملكة المتحدة - ) هو لاعب كرة قدم بريطاني في مركز الهجوم. لعب مع هدرسفيلد تاون وNorth Ferriby United A.F.C. ‏ ووركشوب تاون ‏ وMossley A.F.C. ‏ وWakefield F.C. ‏ وAlfreton Town F.C. ‏ ونادي وكينغ ونادي تشيلتنهام تاون لكرة القدم.

## وصلات خارجية
- توم دينتون على موقع قاعدة بيانات كرة القدم.إي يو (الإنجليزية)
- توم دينتون على موقع Soccerbase.com (لاعب) (الإنجليزية)